# Fortalesa de Sant Pere i Sant Pau

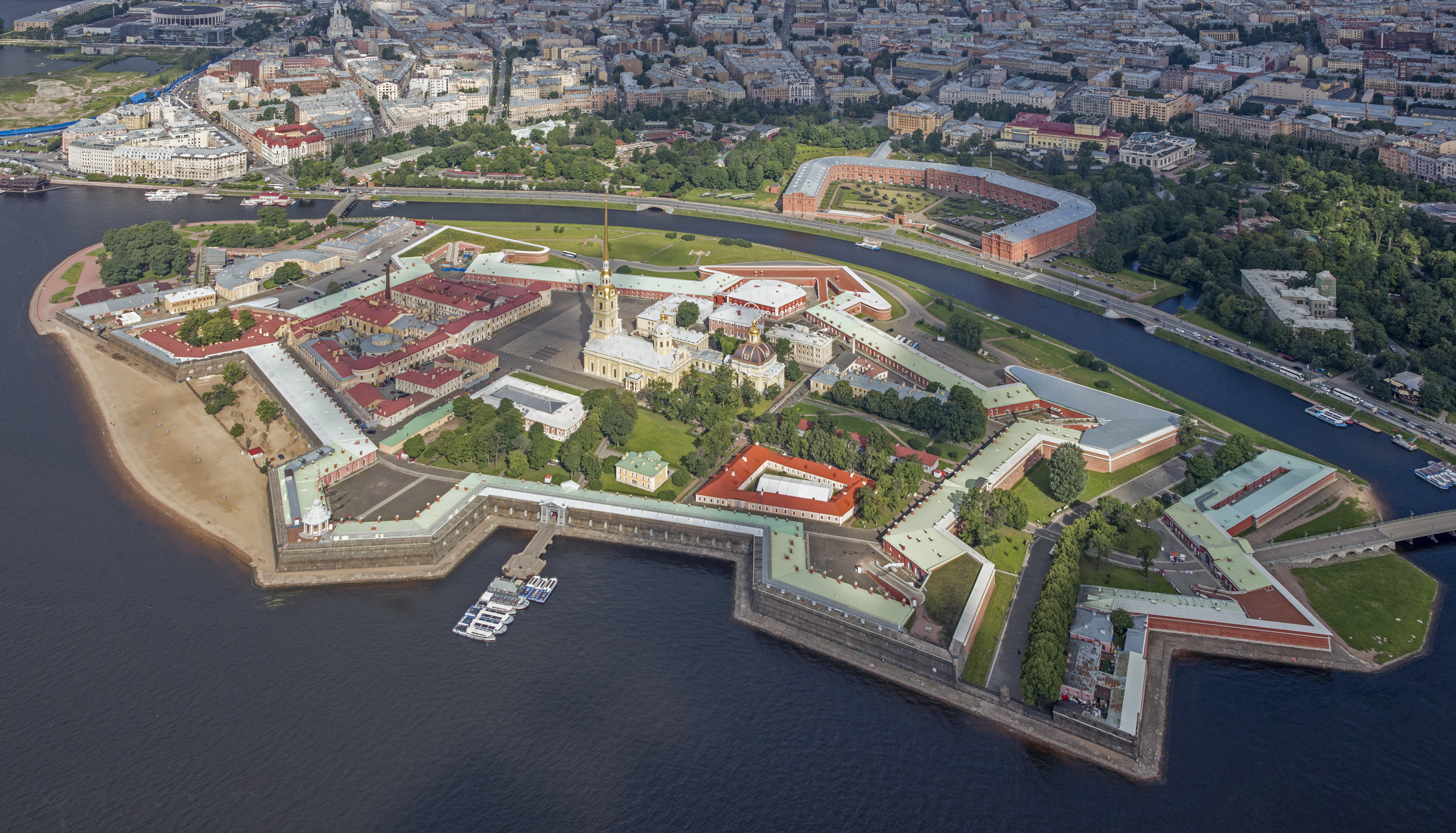
Vista aèria de la fortalesa de Sant Pere i Sant Pau de Sant Petersburg, on al centre hi destaca la catedral de Pere i Pau

La fortalesa de Sant Pere i Sant Pau, altrament coneguda com a fortalesa de Pere i Pau (en rus Петропавловская крепость, Petropàvlovskaia Krèpost), és el primer assentament establert al lloc on al segle xviii es construiria la nova capital tsarista de Rússia, Sant Petersburg.
Dissenyada per Domenico Trezzini i fundada el 1703, la fortalesa conté diversos edificis, entre els quals destaca la catedral de Sant Pere i Sant Pau —on descansen les restes dels diferents membres de la família imperial—, el Museu de la Ciutat, la Cripta Gran Ducal i el Bastió Trubetskoi.
La fortalesa fou construïda per ordre del tsar Pere I de Rússia el dia 16 de maig de 1703 en una petita illa anomenada Zàiatxi, a la desembocadura del riu Nevà. Construïda durant la Gran Guerra del Nord, la fortalesa no exercí mai com a instrument militar defensiu de la zona.
Sant Pere i Sant Pau esdevingué el punt des d'on el tsar Pere el Gran dirigí la construcció de la nova capital tsarista, Sant Petersburg. Alhora hi manà la construcció d'una presó per a presoners polítics i la construcció d'una catedral.
Arran de la Revolució de 1917, hi foren empresonats diversos oficials de l'exèrcit tsarista i membres de la família imperial. Durant el període març-octubre, el control de la fortalesa fou de vital importància per al control de la població de Sant Petersburg. Quan el mes d'octubre els bolxevics ocuparen la fortalesa, la revolució a Sant Petersburg s'havia decantat inexorablement en favor dels bolxevics.

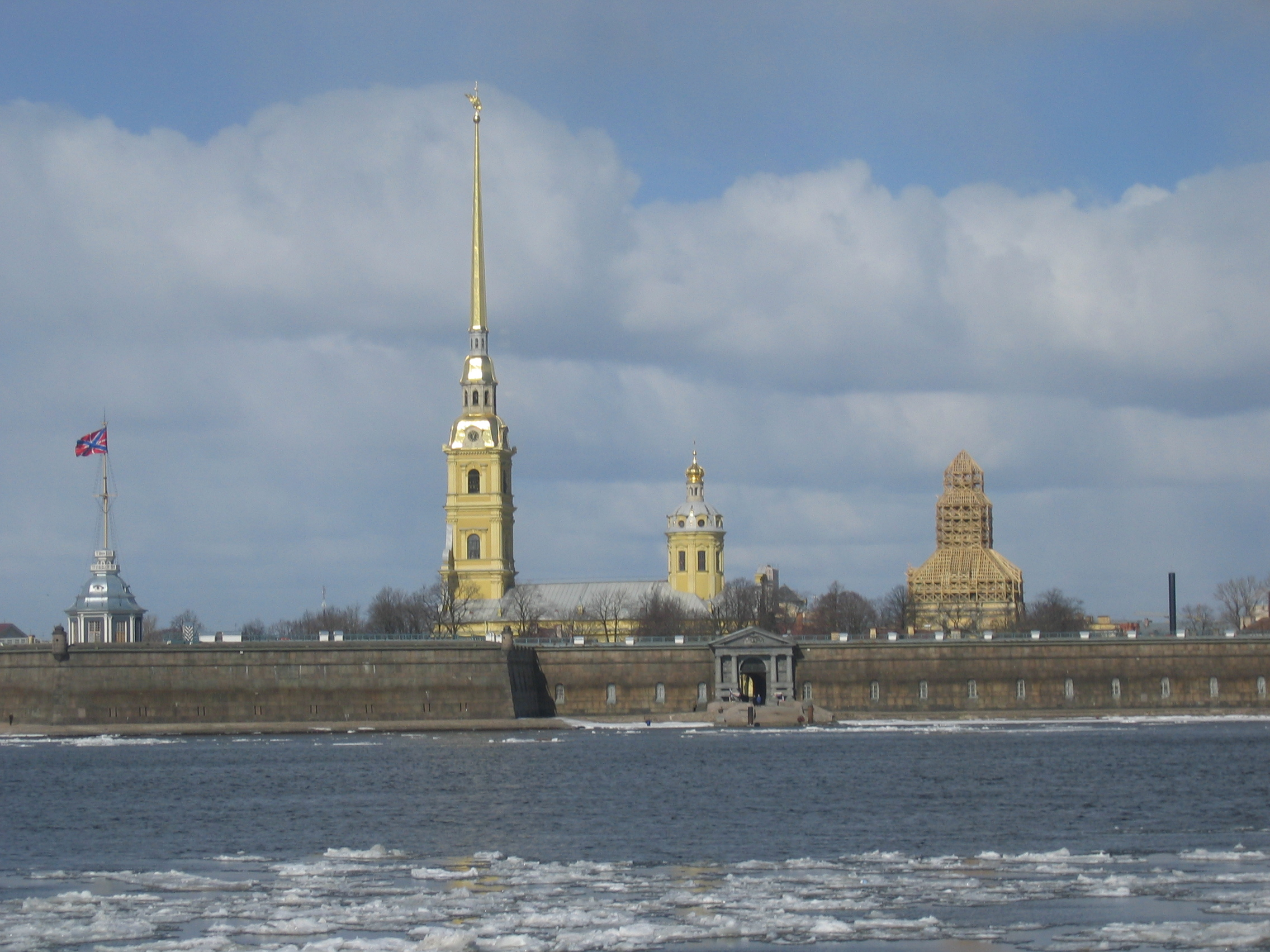
La fortalesa de Sant Pere i Sant Pau a l'altra riba del riu Nevà durant una de les nits blanques

La nit del 28 de gener de l'any 1919, un grup de membres de la família imperial fou afusellat a la fortalesa. Entre aquest grup hi havia els grans ducs Pau, Nicolau, Jordi i Demetri. L'any 1924, el govern soviètic ordenà la conversió de la fortalesa en museu.
Durant la Segona Guerra Mundial, la fortalesa esdevingué un punt clau per al manteniment de la ciutat davant el setge de les tropes nacionalsocialistes. A la fortalesa s'hi afegí un laboratori experimental d'armes químiques.
Amb la caiguda de la Unió Soviètica l'any 1991, la fortalesa ha esdevingut una de les principals atraccions turístiques de Sant Petersburg. Alhora ha recuperat el paper de cripta de la família imperial, ja que des del 1991 s'hi han realitzat tres enterraments de membres de la Casa Romànov: el del gran duc Vladímir (1992), el de la família imperial el 1998 —presidit per Borís Ieltsin i el duc d'Edimburg— i el de l'emperadriu Maria Fiódorovna el 2006, presidit pels prínceps hereus de Dinamarca.